# هيكل محرك

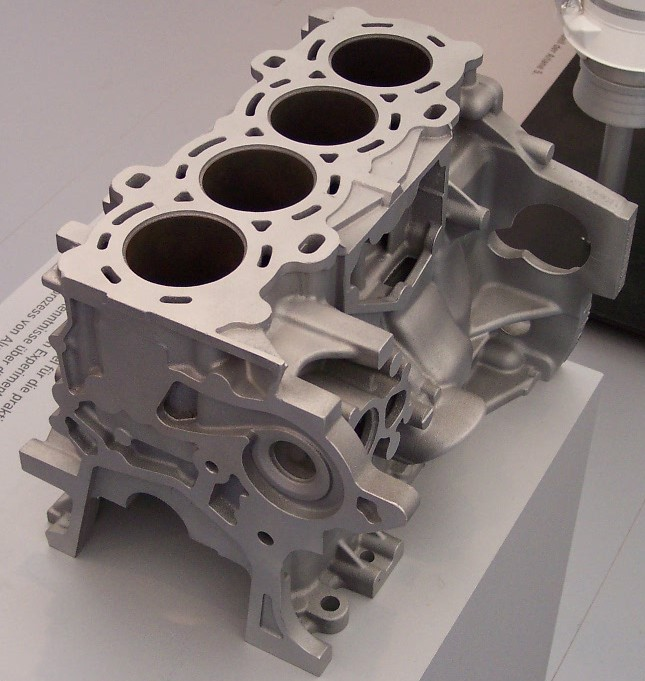
هيكل محرك ذو أربع أسطوانات

هيكل المحرك  هو هيكل معدني يحوي محرك الاحتراق الداخلي وأجزاءه من الأسطوانات والأجزاء الأخرى المتعلقة مثل المحمل الرئيسي وغيره.
في المحركات الحديثة عادة ما تكون علبة المرافق متصلة بشكل مباشر بهيكل المحرك؛ كما تحوي ممرات لمواد التبريد وللتزييت.